# Bias (geslacht)
Bias is een monotypisch geslacht van zangvogels uit de familie Vangidae (vanga's).

## Soorten
Het geslacht kent de volgende soort:
- Bias musicus – Zwart-witte klauwiervliegenvanger